# 小尾郊一
小尾 郊一（おび こういち、1913年2月2日 - 2004年2月4日）は、日本の中国文学者。広島大学名誉教授。

## 経歴
1913年、長野県諏訪郡豊平村（現・茅野市）生まれ。1930年、長野県諏訪中学校（現・長野県諏訪清陵高等学校・附属中学校）を卒業。長野師範学校専攻科に進み、1932年に卒業。1938年、大東文化学院（現・大東文化大学）本科を卒業。1941年、広島文理科大学（現・広島大学）文理学部文学科漢文学専攻を卒業した。
卒業後は、同1941年より東方文化学院京都研究所（現・京都大学人文科学研究所附属東アジア人文情報学研究センター）助手となった。太平洋戦争をはさみ、1946年に広島文理科大学講師に着任。1947年から広島高等師範学校教授も兼任した。
1949年5月末日をもって広島文理科大学や師範学校が新制大学・広島大学に統合発足され、1950年より広島大学文学部助教授となった。1959年に文学部教授に、後に文学部長も務めた。1977年に広島大学を定年退官し名誉教授となった。その後は武庫川女子大学教授として教鞭をとった。
学界では日本中国学会理事を務め名誉会員となり、また東方学会評議員なども務めた。

## 著書
- 『中国文学に現れた自然と自然観 中世文学を中心として』岩波書店 1962年
- 『李白－飄逸詩人：中国の詩人 その詩と生涯6』集英社 1982年
- 『謝霊運－孤独の山水詩人』汲古書院 1983年、再版1993年
- 『中国の隠遁思想 陶淵明の心の軌跡』中公新書 1988年
- 『研暇漫錄 中国文学の道』信濃毎日新聞社 1990年
- 『真実と虚構－六朝文学』汲古書院 1994年
- 『古詩唐詩講義』溪水社 2001年

小尾郊一著作選
- 1『沈思と翰藻『文選』の研究』研文出版 2001年
- 2『杜甫の涙 中国文学雑感』研文出版 2001年
- 3『陶淵明の故郷 随想・旅行記』研文出版 2002年

### 共著
- 『文選　全釈漢文大系』集英社 1974-76年 - 全7巻の訳注書で5巻分[1]を担当
- 『大塩中斎・佐久間象山　叢書・日本の思想家』高畑常信共著[2]、明徳出版社 1981年
- 『文選李善注引書攷證 上巻・下巻』富永一登、衣川賢次共著、研文出版 1990-92年